# Klepa (Elbląg)
Klepa (deutsch Kleppe) ist ein Ort in der polnischen Woiwodschaft Ermland-Masuren. Er gehört zur Gmina Elbląg (Landgemeinde Elbing) im Powiat Elbląski (Kreis Elbing).

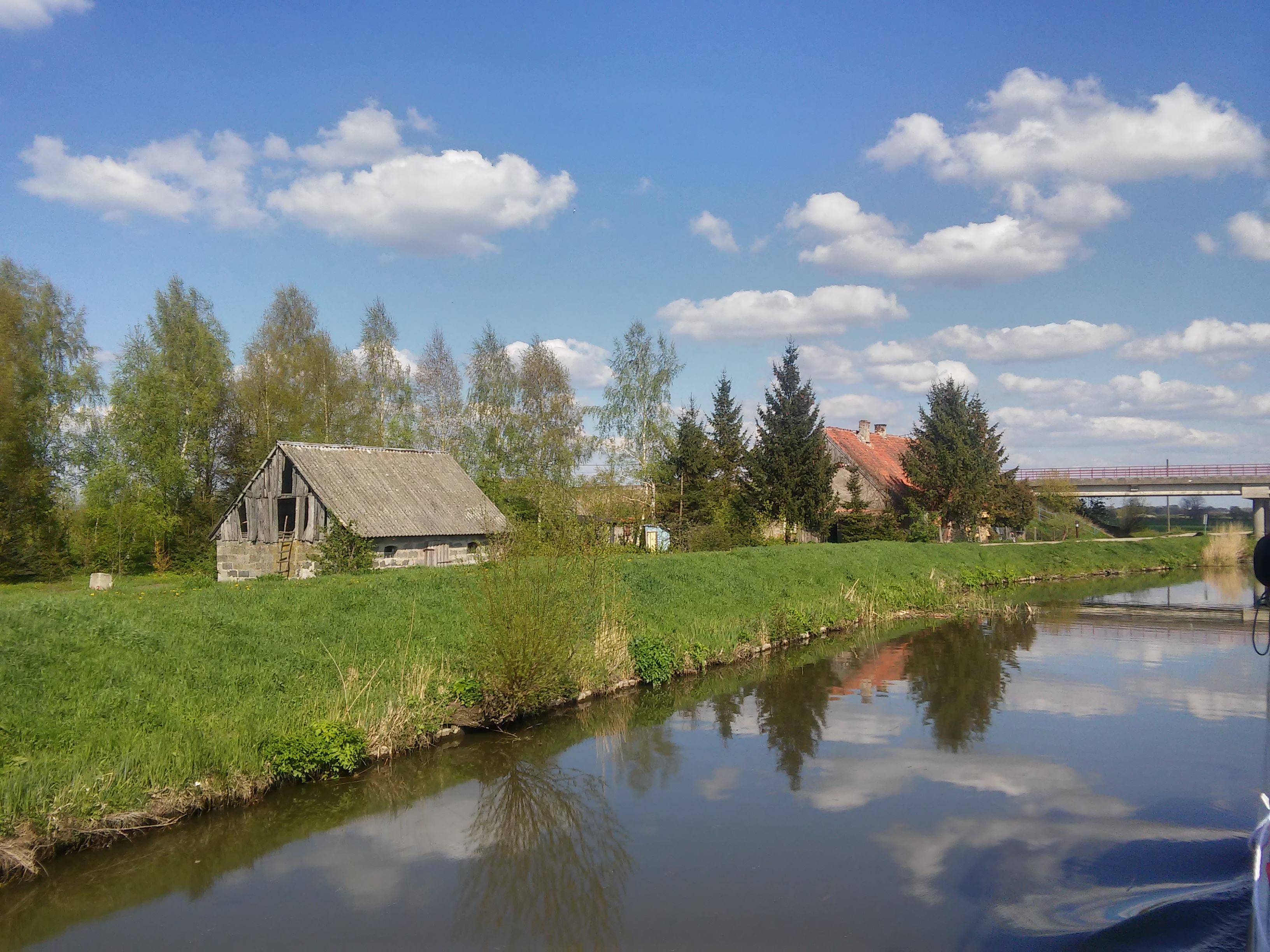
Kanał Elbląski (Oberländischer Kanal) bei Klepa

## Geographische Lage
Klepa liegt am Oberländischen Kanal (polnisch Kanał Elbląski) im nördlichen Westen der Woiwodschaft Ermland-Masuren, neun Kilometer westlich der früheren Kreisstadt Preußisch Holland (polnisch Pasłęk) bzw. 13 Kilometer südöstlich der heutigen Kreismetropole Elbląg (deutsch Elbing).

## Geschichte
Der seinerzeit Kleppe genannte Ort bestand aus ein paar kleinen Gehöften. Als im Jahre 1874 der Amtsbezirk Hirschfeld im ostpreußischen Kreis Preußisch Holland, Regierungsbezirk Königsberg, errichtet wurde, wurde Kleppe eingegliedert.
Am 7. März 1895 gab die Landgemeinde Kleppe ihre Eigenständigkeit auf und wurde in die Landgemeinde Langenreihe (polnisch Dłużyna) eingegliedert, dabei gleichzeitig in den Amtsbezirk Weeskenhof (polnisch Rzeczna) umgegliedert.
Als Ortsteil von Langenreihe zählte Kleppe im Jahre 1910 22 Einwohner. 1937 wurde der Amtsbezirk Weeskenhof in „Amtsbezirk Drausenhof“ (polnisch Drużno) umbenannt.
Im Zusammenhang der Abtretung des gesamten südlichen Ostpreußen 1945 in Kriegsfolge an Polen erhielt Kleppe die polnische Namensform „Klepa“. Das Dorf ist heute „część wsi Dłuzyna“ (= „ein Ortsteil des Orts Dłużyna“, polnisch Langenreihe) innerhalb der Gmina Elbląg (Landgemeinde Elning) im Powiat Elbląski (Kreis Elbing), von 1975 bis 1998 der Woiwodschaft Elbląg, seither der Woiwodschaft Ermland-Masuren zugehörig.

## Religion
Bis 1945 war Kleppe über die „Muttergemeinde“ Langenreihe in die evangelische Kirche Hirschfeld (polnisch Jelonki) in der Kirchenprovinz Ostpreußen der Kirche der Altpreußischen Union eingegliedert, außerdem in die römisch-katholische Pfarrei St. Josef in Preußisch Holland (polnisch Pasłęk).
Heute gehört Klepa katholischerseits zur Pfarrei in Jelonki (Hirschfeld) im Dekanat Pasłęk II im Bistum Elbląg, evangelischerseits zur St.-Georgs-Kirche in Pasłęk in der Diözese Masuren der Evangelisch-Augsburgischen Kirche in Polen.

## Verkehr
Klepa liegt an einer Nebenstraße, die von Komorowo Żulawskie (Kämmersdorf) über Węzina (Weeskendorf) bis nach Jelonki (Hirschfeld) führt.
Eine Bahnanbindung besteht nicht.